# Frauenkirche (Zittau)

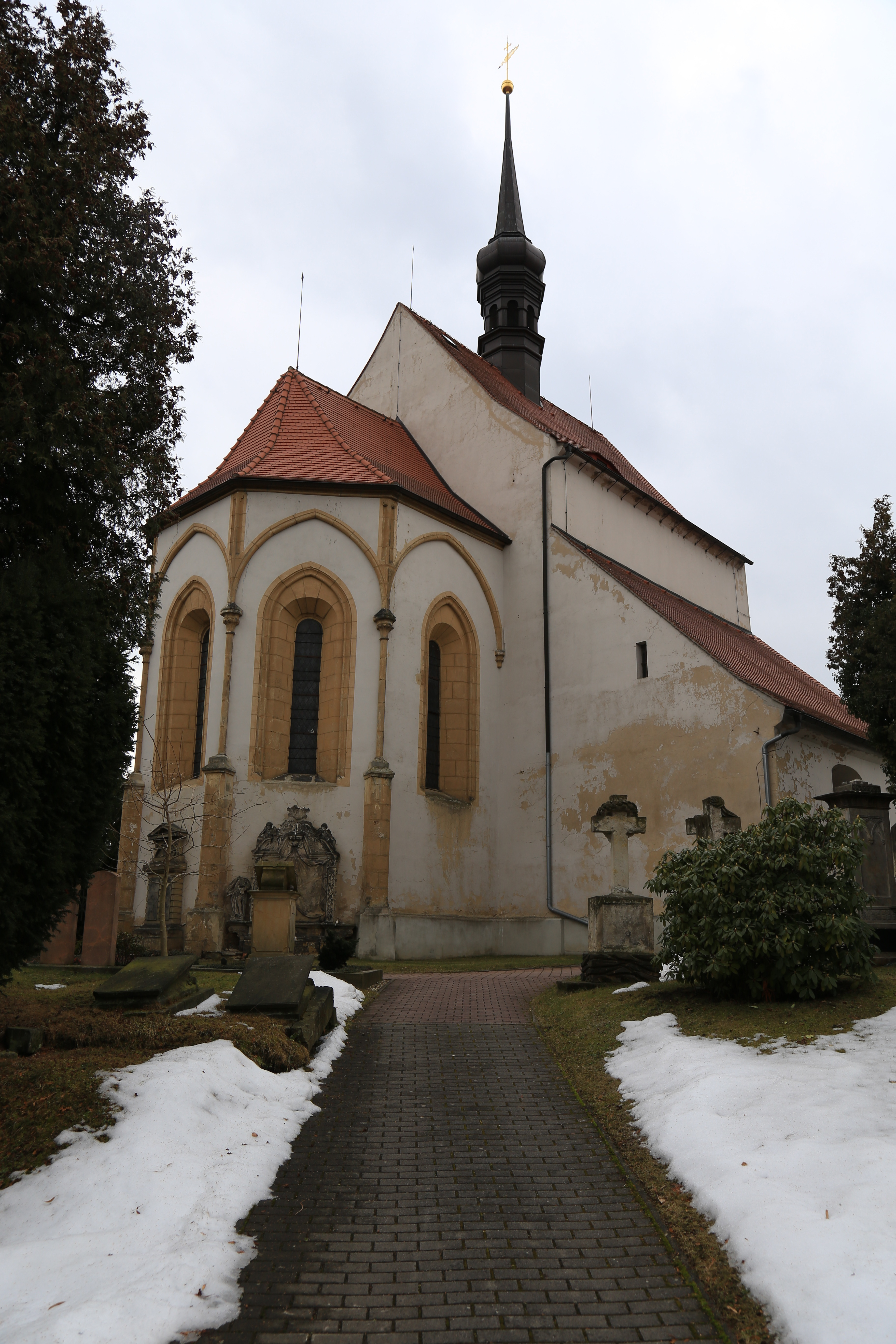
Frauenkirche (Zittau)

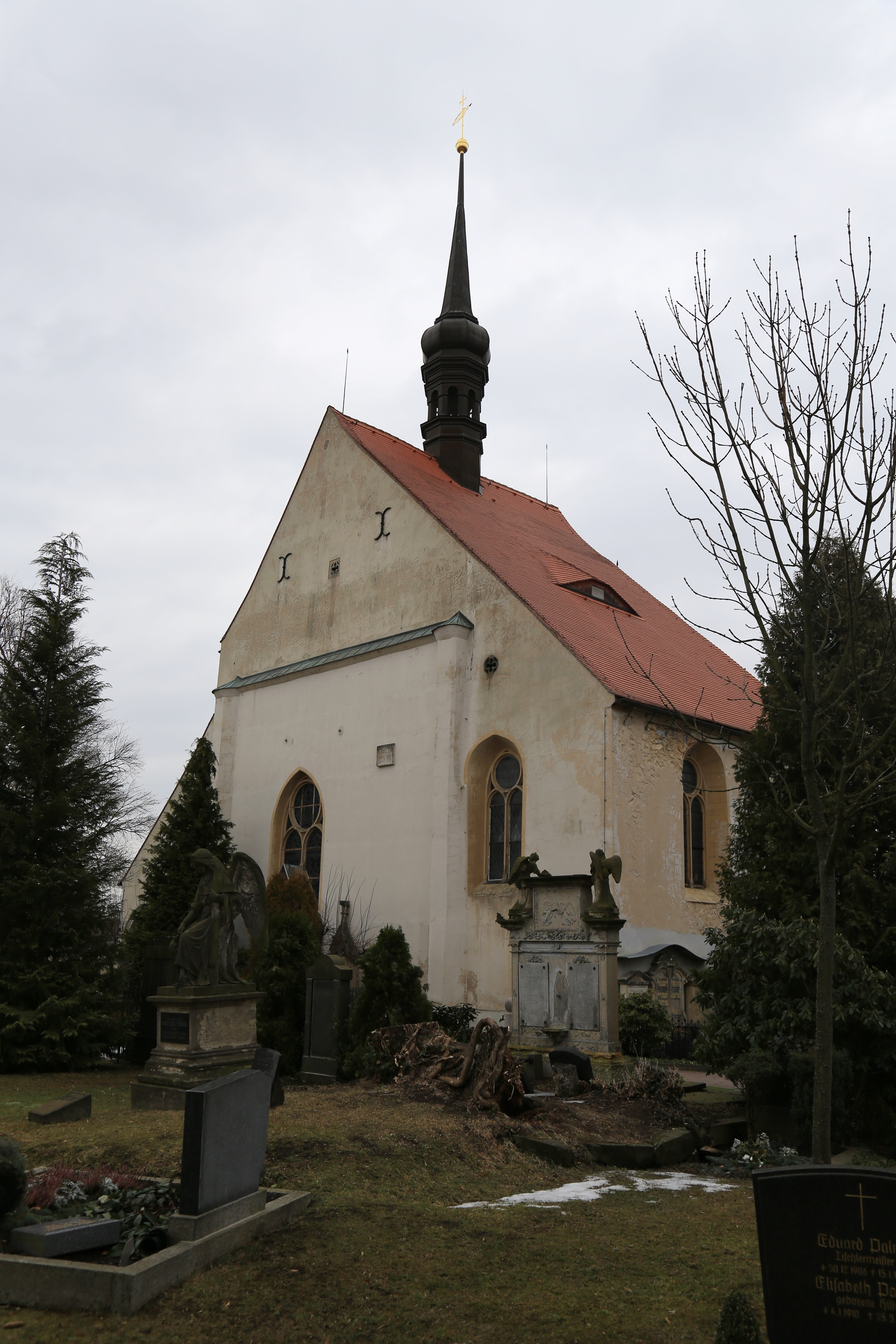
Ansicht von Westen

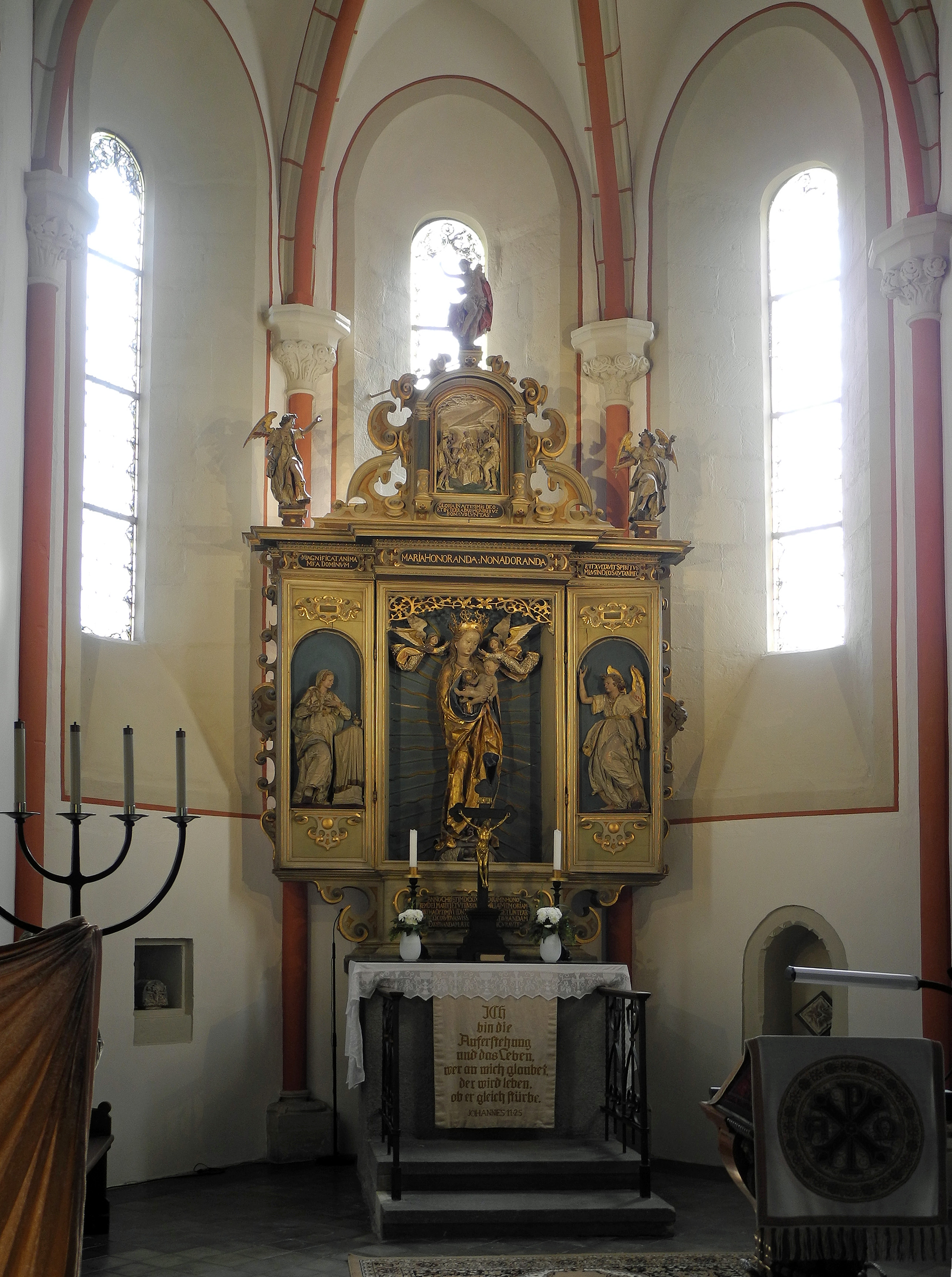
Innenansicht

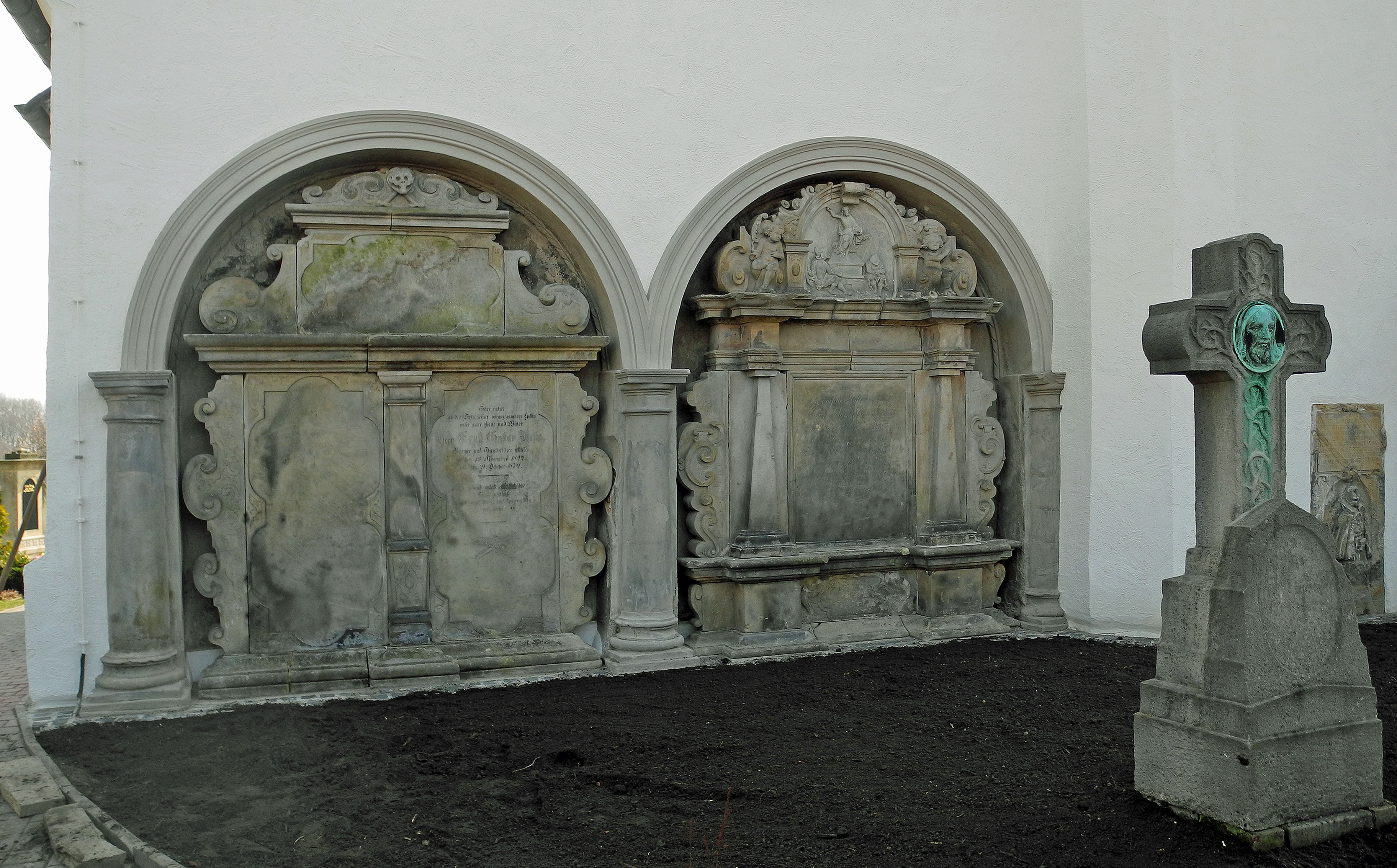
Epitaphien in der Kirchenwestwand

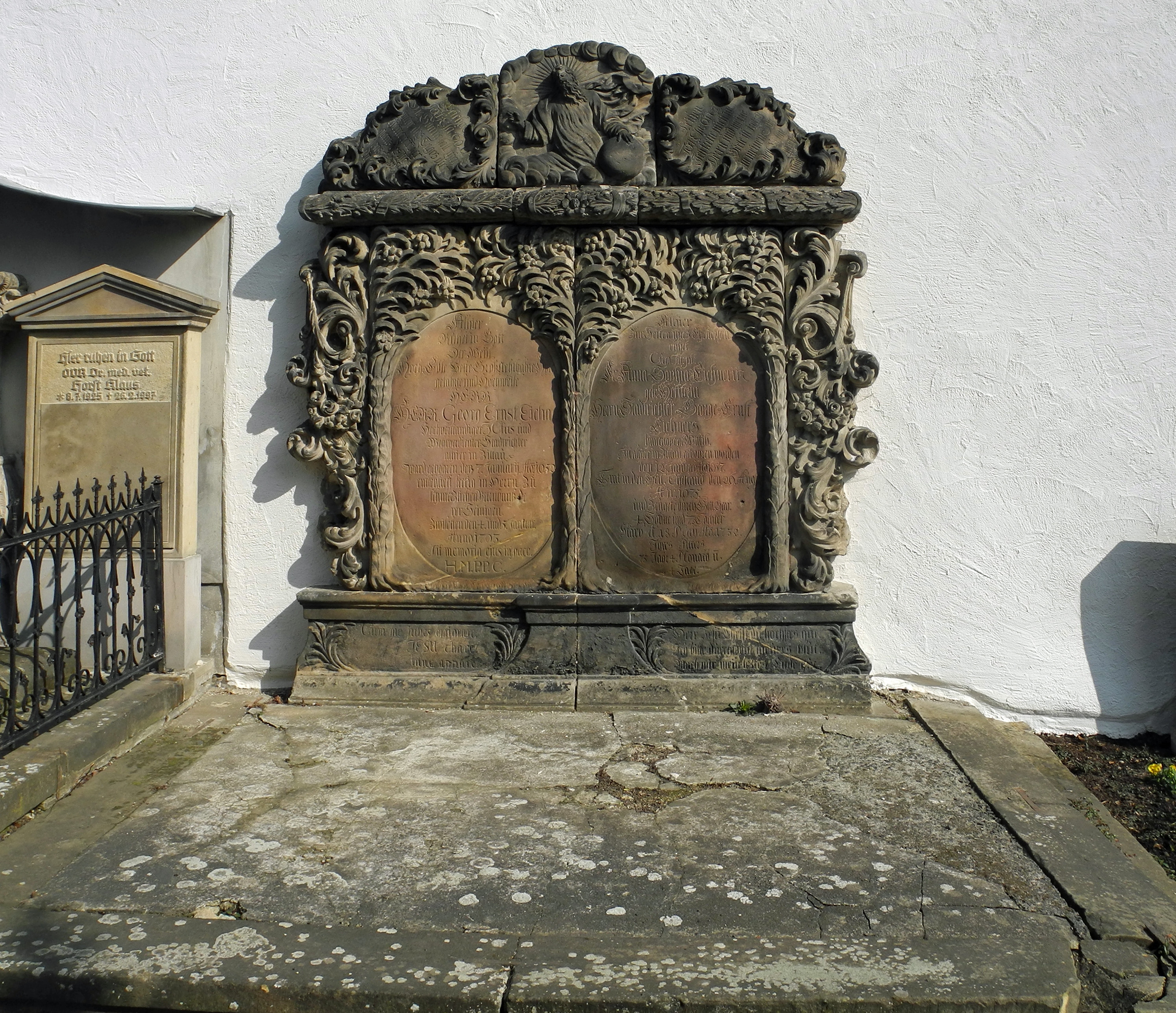
Sandsteinepitaph für Georg Ernst Eichner an der Kirchensüdwand

Die evangelische Frauenkirche, im Mittelalter benannt nach Unserer Lieben Frau, ist eine mehrfach umgebaute, ursprünglich frühgotische Kirche außerhalb der Altstadt von Zittau im Landkreis Görlitz in Sachsen. Sie gehört zur Evangelisch-Lutherischen Kirchengemeinde Zittau im Kirchenbezirk Löbau-Zittau der Evangelisch-Lutherischen Landeskirche Sachsens. Die Kirche ist umgeben vom Frauenfriedhof, der nicht nur der älteste Friedhof in Zittau ist, sondern auch die heute wichtigste konfessionelle Begräbnisstätte der Stadt darstellt.

## Geschichte und Architektur
Die Frauenkirche ist eine nach mehreren Zerstörungen infolge Blitzschlag und Brand als frühbarocke Pseudobasilika wiederaufgebaute Kirche, die unter böhmischem Einfluss um 1260–1280 errichtet worden war. Sie gehörte ursprünglich zur in der ersten Hälfte des 13. Jahrhunderts gegründeten Johanniterordens-Kommende. Im Jahr 1572 wurden die erhaltenen Ostteile der ursprünglichen Kirche zu einem eigenen Bauwerk zusammengefasst und das Langhaus abgebrochen. Eine Restaurierung erfolgte im Jahr 1897, wobei die Fenster und das Westportal verändert, die alten Emporen ersetzt und ein wesentlicher Teil der Ausstattung in das Museum überführt wurden.
Die Kirche ist ein verputzter Bruchsteinbau mit einem sehr kurzen, aber breitem Schiff mit Satteldach und einem kleinen Dachreiter mit hoher kupfergedeckter Haube, die auf 1715 datiert ist. An der Südseite sind noch Maßwerkfenster erhalten. Der eingezogene Chor endet in einem Fünfachtelschluss und ist gegliedert durch spitzbogige Blendarkaden auf hohen Postamenten. In den Arkaden sind Rundbögen in die spitzbogigen Fensterlaibungen gesetzt.
Die schlichte Westseite zeigt ein neugotisches Hauptportal mit geradem Sturz und spitzem Giebel aus dem Jahr 1897 mit einem Spitzbogenfenster darüber. Das einjochige Mittelschiff ist mit einem Kreuzgewölbe abgeschlossen und öffnet sich durch zwei hohe Spitzbogenarkaden zum südöstlichen zweijochigen Seitenschiff mit Kreuzgratgewölben; der achteckige Stützpfeiler ist mit Blattwerk- und Maßwerkornament im Kapitell verziert. Das nordwestliche zweijochige Seitenschiff ist mit Kreuzgratgewölben abgeschlossen und seit 1707 durch zwei tiefe Maueröffnungen zum Mittelschiff geöffnet. Es wurde bis dahin als Sängerchor genutzt. Der Chorraum ist mit Vorjoch und Kreuzrippengewölben ausgestattet und zeigt an der Chorwestwand Runddienste mit feingearbeiteten Blattwerkkapitellen.

## Ausstattung
Das Hauptwerk der Ausstattung ist ein mit Beschlagwerk verzierter Flügelaltar aus dem Jahr 1619 in Renaissanceformen. Er zeigt in der Predella eine Inschrifttafel, darüber eine farbig gefasste hölzerne Madonnenfigur aus dem ersten Viertel des 16. Jahrhunderts, die von zwei Engeln und einem Strahlenkranz in der Nische umgeben ist. In den Rundbogennischen der Flügelinnenseiten ist die Verkündigung mit Maria auf dem linken und dem Engel auf der rechten Seite dargestellt. Auf den Außenseiten der Flügel sind die Evangelisten dargestellt, im Aufsatz ein Relief mit der Anbetung der Hirten und seitlich über den Flügeln je eine Engelsfigur.
Die hölzerne Kanzel mit Aufgang von 1619 trägt über der Tür eine Inschrift mit einer plastischen Darstellung eines Knaben. Die Treppenbrüstung, der Korb und der Schalldeckel sind mit hellbraunen und schwarzen Intarsien verziert. Der Korb zeigt wohlgestaltete Konsolen mit rustizierten Blendbögen, der Schalldeckel ist mit Beschlagwerk und ebenfalls mit Intarsien sowie einem Posaunenengel als Abschluss versehen. Neben der Kanzel steht auf einer Konsole ein Engel mit Stundenglas und Schild aus dem Jahr 1647. Große Teile der Innenausstattung, vor allem die Epitaphien wurden 1897 aus der Kirche entfernt.
Die Orgel ist ein Werk der Firma Orgelbau A. Schuster & Sohn aus dem Jahr 1928 mit 12 Registern.

## Geläut
Das Geläut besteht aus einer Bronzeglocke, der Glockenstuhl ist aus Eichenholz gefertigt, wie auch die Joche.
Im Folgenden eine Datenübersicht des Geläutes:
| Nr. | Gussdatum | Gießer                   | Durchmesser | Masse  | Schlagton |
| --- | --------- | ------------------------ | ----------- | ------ | --------- |
| 1   | 1613      | Glockengießerei G. Wildt | 600 mm      | 150 kg | f″        |

## Friedhof

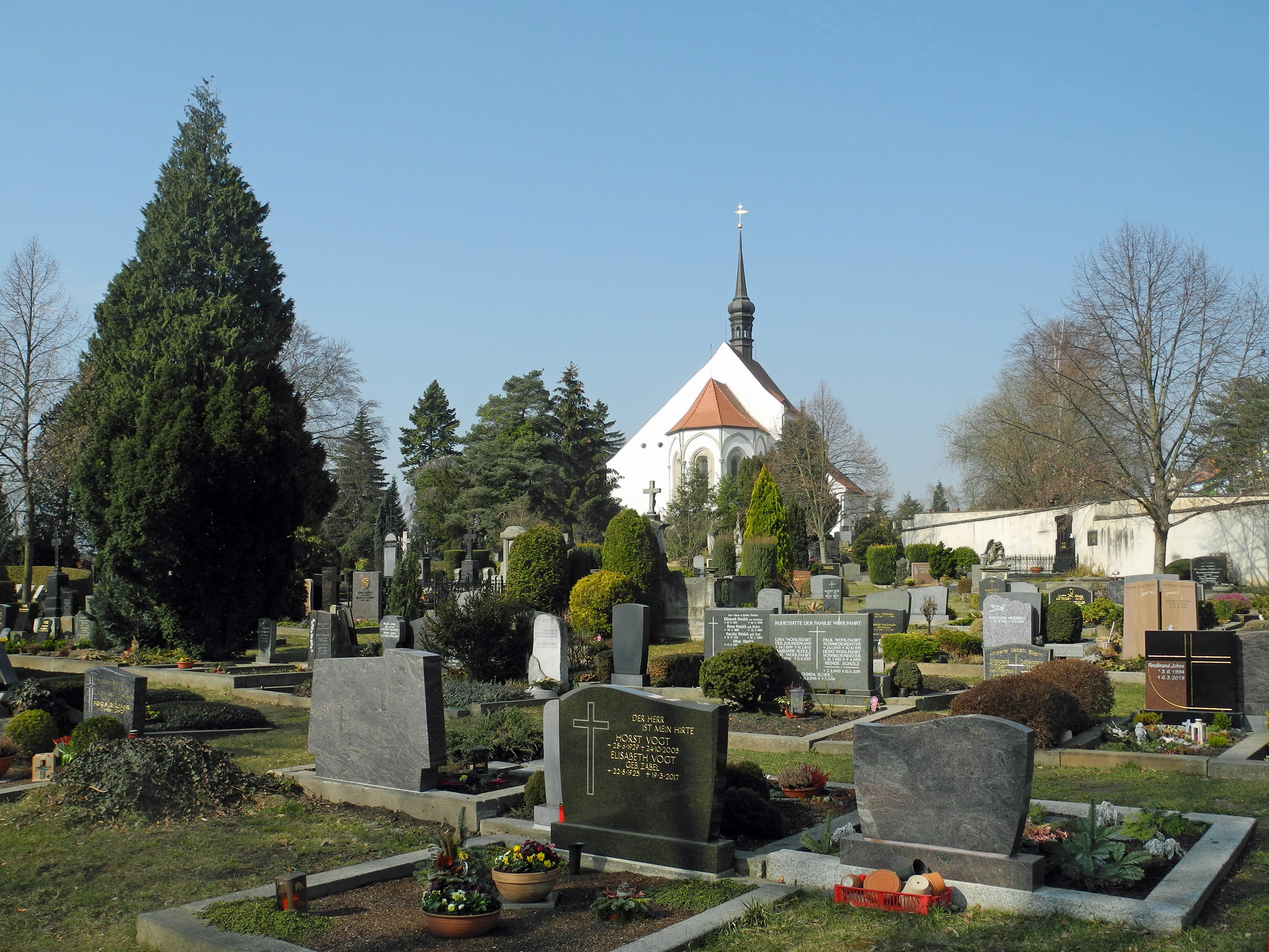
Frauenfriedhof

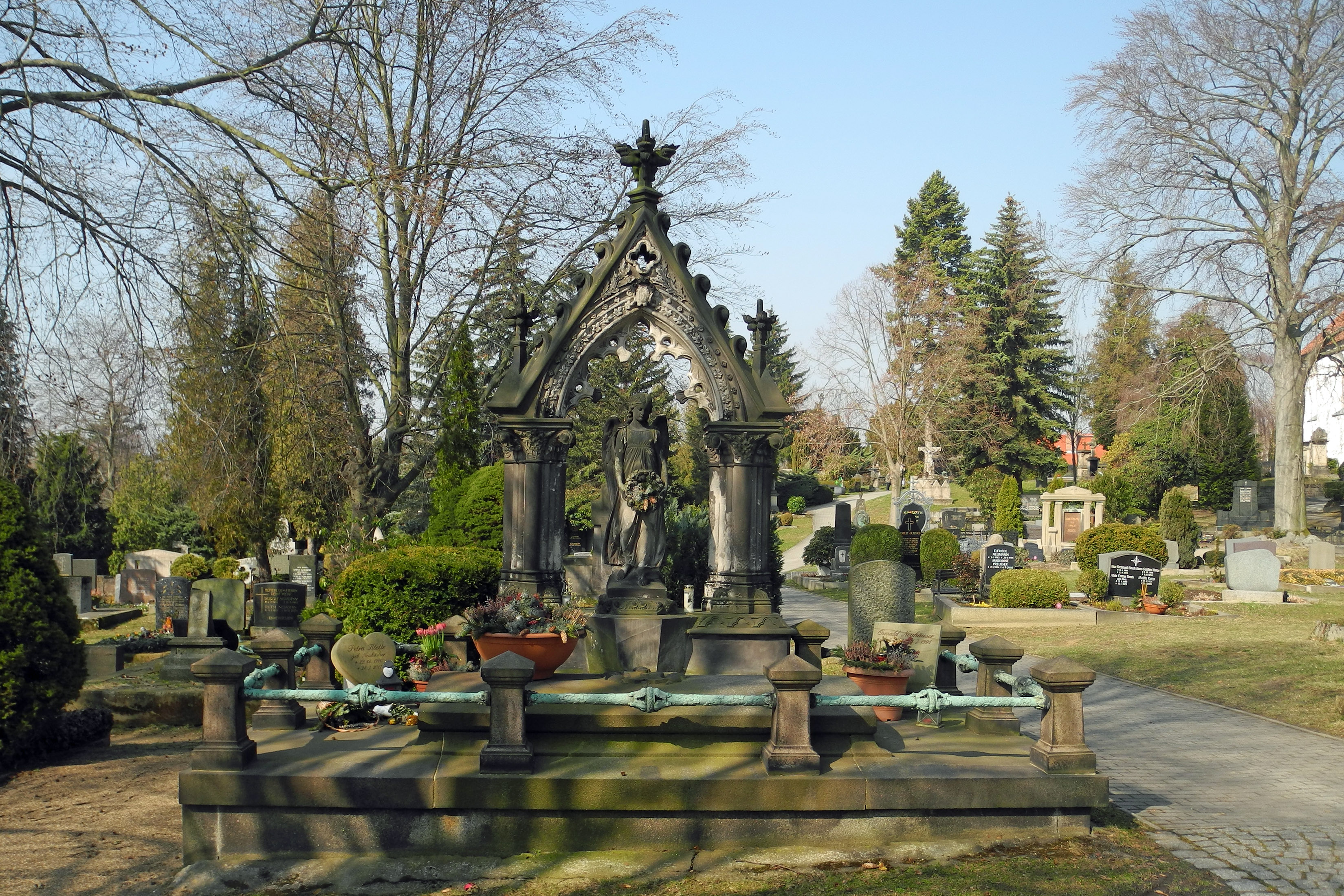
Frauenfriedhof

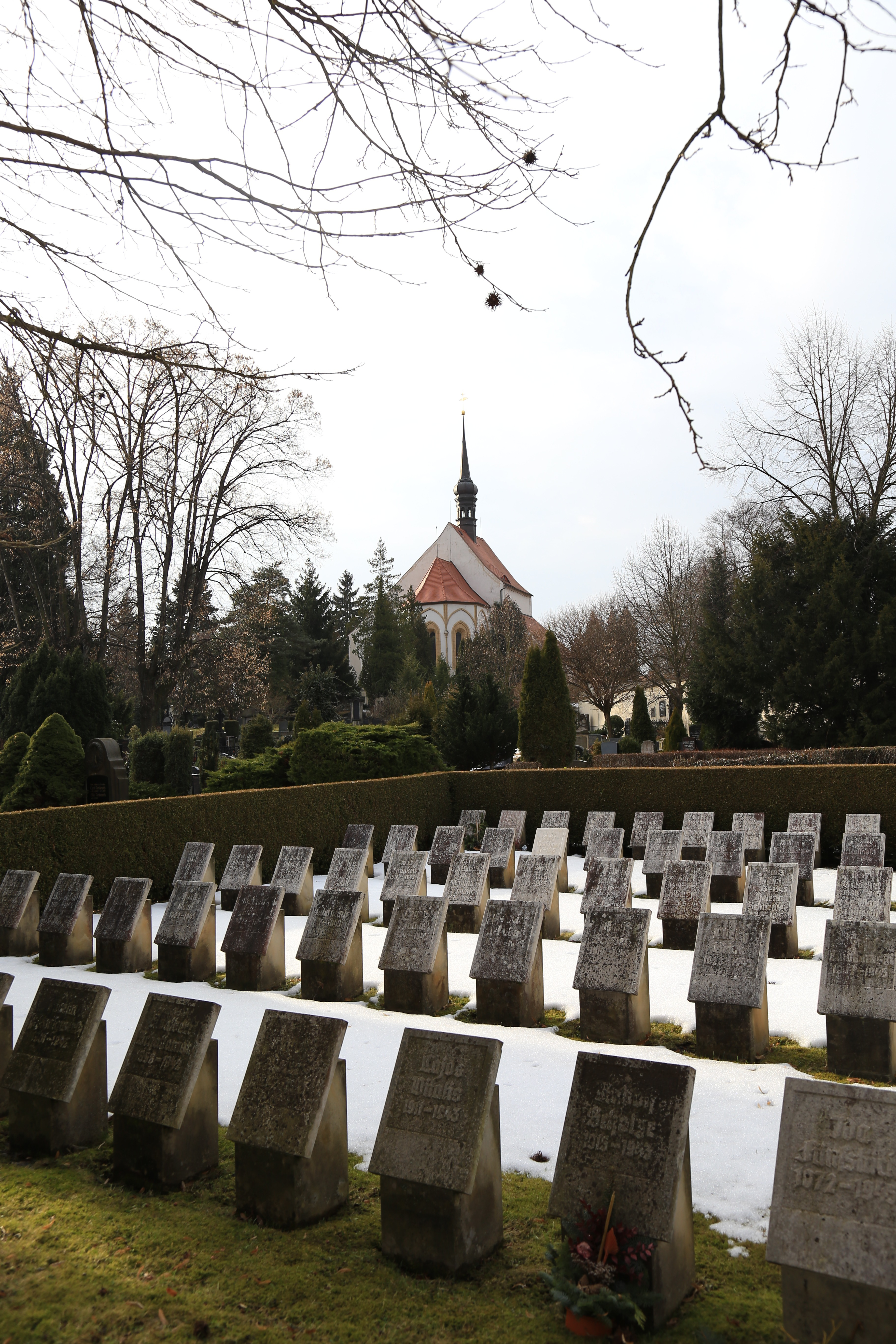
Kriegsgräber

Der Frauenfriedhof, vermutlich der älteste Friedhof in Zittau, ist heute die wichtigste konfessionelle Begräbnisstätte der Stadt. Die Verwaltung liegt bei der Evangelisch-Lutherischen Kirchengemeinde Zittau.
Der Frauenfriedhof umgibt die Frauenkirche an allen Seiten, während sich die späteren Erweiterungen in Richtung Norden erstrecken. Die Westmauer enthält einen Torbau von 1695, der eine Rundbogenöffnung zwischen zwei gestaffelten Pilastern und im Sturz ein Sandsteinrelief eines Totenschädels mit Reliefdarstellungen zweier Engel daneben zeigt. An der Südwestseite ist ein weiteres Tor mit gequadertem Gewände und Bogen aus dem Jahr 1655 angeordnet.
An den Deutsch-Französischen Krieg 1870/71 erinnert ein Ehrenmal, an den Ersten Weltkrieg eine mit einem Hochkreuz markierte Abteilung von Kriegsgräbern. Aus dem Zweiten Weltkrieg stammen weitere Kriegsgräber (Abteilungen 2b und 3b), Massengräber (Abteilungen 13 und 14) sowie russische Kriegsgräber. Es gibt auch ein Brunnenhaus sowie eine Gemeinschaftsgrabanlage für Urnen.
An den Außenwänden der Kirche und auf dem Friedhof sind zahlreiche Grabdenkmäler aus dem 17. bis 20. Jahrhundert zu finden. Darunter ist das Denkmal für Georg Ernst Eichner an der Kirchensüdwand, das auf 1703 datiert ist. Es besteht aus einem Sandsteinepitaph mit breitem Sockel, auf dem zwei von Palmen und seitlichen Akanthusranken umgebenen Inschrifttafeln angeordnet sind. Im Aufbau ist zwischen zwei Kartuschen Gottvater im Relief dargestellt.
Aus dem Jahr 1627 hat sich auf dem Frauenfriedhof das Epitaph des Glasermeisters Franz Heintze erhalten. Berühmteste Grabstätte ist diejenige des Architekten und Baumeisters Carl August Schramm (1807–1869).
Von der Helleschen Gruft sind zwei in Rundbogen gestellte Epitaphien an der Kirchenwestwand erhalten. Auf dem linken Grabdenkmal vermutlich aus dem Jahr 1614 ist ein Aufsatz mit abschließendem geflügeltem Totenkopf angeordnet. Das rechte Grabdenkmal ist mit einer großen Inschrifttafel versehen, wird von zwei obeliskartigen Pfeilern gerahmt und zeigt über dem verkröpften Gesims einen rundbogigen Aufsatz mit dem Relief des auferstandenen Christus aus dem Jahr 1602, der von Putten und Rollwerk umgeben ist.

### Grabstätten bekannter Persönlichkeiten
- Carl Gottlieb Hering (1766–1853), Lehrer, Organist und Komponist
- Carl August Schramm (1807–1869), Architekt
- Carl Gottlob Moráwek (1816–1896), Gärtner, Heimatforscher und Volksbildner
- Karl Gustav Adolph Thomas (1834–1887), Landschaftsmaler
- Louis Heinrich Buddeberg (1836–1925), Bürgermeister
- Karl Gustav Hiller (1863–1913), Gründer der Phänomen-Werke, später Robur
- Kurt Piehler (1893–1958), Schriftsteller, Lehrer und Komponist
- Ingrid Seltmann (1950–2013), Autorin und Heimatkundlerin in der Oberlausitz

## Denkmalschutz
Frauenkirche, Frauenfriedhof und das Gebäude der Friedhofsverwaltung werden vom Landesamt für Denkmalpflege Sachsen zur Liste der Kulturdenkmale in Zittau Ost gezählt (Nrn. 09301920, 09271788, und 09271789).